# Solanum hamulosum
Solanum hamulosum är en potatisväxtart som beskrevs av Cyril Tenison White. Solanum hamulosum ingår i släktet skattor som ingår i familjen potatisväxter. Inga underarter finns listade i Catalogue of Life.